# Hoag Classic
De Toshiba Classic is een jaarlijks golftoernooi in de Verenigde Staten, dat deel uitmaakt van de Champions Tour. Het toernooi vindt telkens plaats op de Newport Beach Country Club in Newport Beach, Californië. Sinds 1995 is Toshiba de hoofdsponsor van het toernooi.

## Geschiedenis
In 1995 werd het toernooi, opgericht als de Toshiba Senior Classic en de eerste editie werd gewonnen door de Amerikaan George Archer. Sinds 2006 wordt het toernooi georganiseerd als de Toshiba Classic.
In 1997 werd op dit toernooi de langste play-off gespeeld op de Champions Tour wanneer Bob Murphy Jay Sigel versloeg op de negende hole. In het volgend jaar werd het record verbroken op de Royal Caribbean Classic.

## Winnaars
| Jaar                   | Winnaar                 | Score                  | Score                  | Info                                                       |
| Toshiba Senior Classic | Toshiba Senior Classic  | Toshiba Senior Classic | Toshiba Senior Classic | Toshiba Senior Classic                                     |
| ---------------------- | ----------------------- | ---------------------- | ---------------------- | ---------------------------------------------------------- |
| 1995                   | George Archer           | 199                    | –11                    |                                                            |
| 1996                   | Jim Colbert             | 201                    | –12                    |                                                            |
| 1997                   | Bob Murphy po           | 207                    | –6                     | Won de play-off van Jay Sigel                              |
| 1998                   | Hale Irwin              | 200                    | –13                    |                                                            |
| 1999                   | Gary McCord po          | 204                    | –9                     | Won de play-off van Allen Doyle, Al Geiberger, John Jacobs |
| 2000                   | Allen Doyle             | 136                    | –6                     | Wegens slechte weer, afgewerkt in twee ronden              |
| 2001                   | José Maria Cañizares po | 202                    | –11                    | Won de play-off van Gil Morgan                             |
| 2002                   | Hale Irwin              | 197                    | –16                    |                                                            |
| 2003                   | Rodger Davis            | 197                    | –16                    |                                                            |
| 2004                   | Tom Purtzer             | 198                    | –15                    |                                                            |
| 2005                   | Mark Johnson            | 200                    | –13                    |                                                            |
| Toshiba Classic        |                         |                        |                        |                                                            |
| 2006                   | Brad Bryant             | 204                    | –9                     |                                                            |
| 2007                   | Jay Haas                | 194                    | –19                    |                                                            |
| 2008                   | Bernhard Langer         | 199                    | –14                    |                                                            |
| 2009                   | Eduardo Romero          | 202                    | –11                    |                                                            |
| 2010                   | Fred Couples            | 195                    | –18                    |                                                            |
| 2011                   | Nick Price              | 196                    | –17                    |                                                            |
| 2012                   | Loren Roberts           | 205                    | –8                     |                                                            |
| 2013                   | David Frost             | 194                    | –19                    |                                                            |
| 2014                   | Fred Couples            | 198                    | –15                    |                                                            |

| Toernooirecord |  | po = winnaar na play-off |